# Barni (famiglia)
I Barni furono una famiglia lombarda, sorta nel ducato di Milano nel XV secolo.

## Storia
Il nome della famiglia deriva dall'omonimo paese nel Triangolo lariano e si affermò come famiglia nobile dapprima nel vicino centro di Canzo, dove esiste tuttora la dimora storica del ramo comitale principale denominata appunto Villa Barni e il cui imponente parco è ora di proprietà comunale ed uso pubblico.
Negli anni '40 del XV secolo è attestata la diffusione di vari rami familiari in diverse località lombarde, come risulta ad esempio dalla documentazione relativa alla presenza di un chierico, Romano Barni, fratello di Ambrogio e Luigi, i quali sono indicati in atti notarili come "nobiluomini". Attorno alla metà del secolo, lo stesso Romano divenne canonico della cattedrale di Lodi dove la famiglia risiedeva e nel 1466 lo stesso venne ammesso nel collegio dei giureconsulti di Lodi. Nell'ascesa della sua carriera ecclesiastica che condizionò l'intera famiglia, tra il 1474 ed il 1477 e nuovamente tra il 1482 ed il 1484, Romano fu vicario dell'arcivescovo di Milano.
Fu lui, col testamento redatto nel 1499, ad erigere una cappellania della famiglia presso la cattedrale di San Bassiano a Lodi e a stabilire che questa spettasse di giuspatronato ai suoi eredi, figli dei suoi fratelli.
Francesco Barni, figlio di Giovanni, si laureò utroque iure all'Università di Pavia e venne ammesso anch'egli al collegio dei giureconsulti di Lodi nel 1539, e fu inoltre consigliere comunale nella medesima città, come pure un suo parente, Giovanni, al posto di Ottaviano, suo parente defunto.
Due membri della famiglia Barni, Gabriele e Filippino, insorsero ai tempi delle guerre d'Italia contro i francesi a Lodi e si macchiarono di omicidio, ma ottennero la grazia da re Francesco I di Francia.
A metà Cinquecento, Giovanni Paolo Barni godeva già di un discreto patrimonio personale, arricchitosi ancor più dall'esercizio della professione di banchieri che svolsero tra il XVI ed il XVII secolo, acquisendo inoltre notevoli proprietà immobiliari e terriere, in particolare nell'area di Dovera e Roncadello.
Nel 1634, capofamiglia era tale Giorgio, alla cui morte succedettero i tre figli, dei quali il primogenito, Giovanni Paolo, il quale nel 1672 acquistò la prima casa da nobile della famiglia nel centro storico di Lodi, presso Porta Regale, con annesse case e botteghe dipendenti, già di proprietà della famiglia Vistarini. Questo stesso palazzo venne completamente restaurato dal figlio Antonio, mentre il secondogenito, Giovanni Paolo, intraprese la carriera ecclesiastica, divenendo referendario del tribunale della signatura apostolica a Roma e governatore di Tivoli ed infine vescovo di Piacenza nel 1688. Il primogenito riuscì a riunire l'intero patrimonio di famiglia attorno al 1697, ottenendo in quell'anno il diploma da parte di re Carlo II di Spagna al titolo di conte di Roncadello.

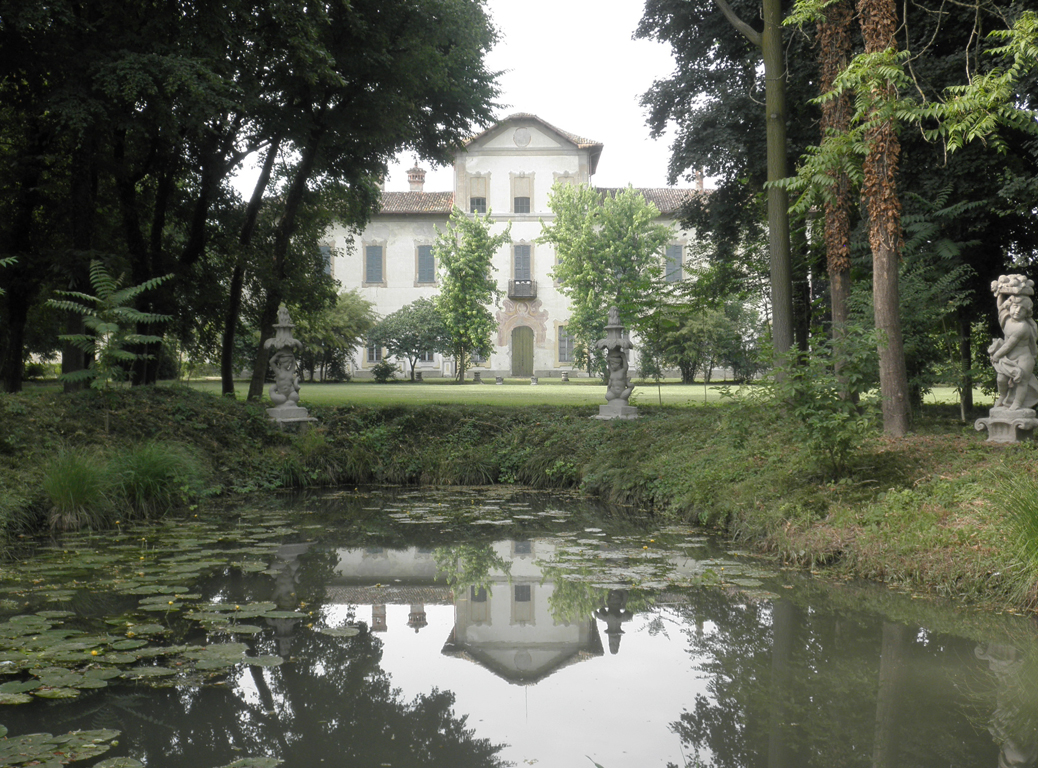
Villa Barni a Roncadello.

Nella sede del feudo venne eretta una villa gentilizia ad inizio Settecento che doveva rappresentare il rinnovato status di splendore raggiunto dalla famiglia con la nomina del secondogenito di Antonio, Giovanni Battista, a cardinale, nel 1743.
Ad Antonio succedette il figlio primogenito, Giovanni Paolo, II conte di Roncadello, il quale a sua volta ebbe un figlio di nome Giuseppe, III conte di Roncadello, al quale succedette poi il primogenito Antonio, IV conte di Roncadello. Questi ultimi due entrarono in conflitto sull'amministrazione del patrimonio famigliare che, tra l'altro, era andato assottigliandosi proprio nel Settecento. A migliorare parzialmente le cose fu l'acquisizione dei beni e del patrimonio della famiglia Corrado nel 1785, e le molte proprietà nel novarese appartenenti alla famiglia Castelsanpietro e passate per matrimonio a Giuseppe, III conte.
Con la morte di Antonio nel 1796, il titolo di conte di Roncadello passò a suo figlio Giovanni, V conte, che si impegnò particolarmente in ambito militare e civile e che nel 1818 venne nominato ciambellano dell'Imperatore d'Austria, nonché deputato per la provincia di Lodi. A questi succedette Antonio, VI conte, il quale si interessò particolarmente all'amministrazione agricola dei possedimenti di famiglia, venne nominato ciambellano imperiale nel 1836 e sposò Agnese Clerici, figlia dell'influente Paolo Giovanni, VII marchese di Cavenago. Il fratello di quest'ultimo, Giorgio, fu invece militare e in un primo tempo combatté nella guerra del 1848 in Ungheria con gli austriaci, passando poi ai piemontesi contro l'Austria nella prima guerra d'indipendenza italiana.
Alberto, VII conte, si laureò in scienze agrarie e fu anch'egli militare come lo zio. Fu tra i promotori in Lombardia della costituzione delle cattedre ambulanti di agricoltura, in particolare nei consorzi agrari di Lodi, Crema e Cremona. Fu inoltre presidente della provincia di Lodi dal 1914 al 1920.
Alberto ebbe un figlio, Antonio, VIII conte, il quale fu generale d'esercito ed alla sua morte nel 1958, si estinse con lui la famiglia. Fu lui ad istituire con testamento del 1955 l'ente morale Pia Casa Barni-Corrado di Roncadello per la cura e la tutela dei beni della sua famiglia, le cui rendite avrebbero dovuto sostenere i bisognosi del paese.